# آلوارس (رود)
آلوارس (به اسپانیایی: Río Alvares) یک رود در اسپانیا است که در آستوریاس واقع شده‌است.